# Christen-Democratisch en Vlaams
Christen-Democratisch en Vlaams, forkortet til CD&V (Kristeligdemokratisk og flamsk) er et flamsk og kristendemokratisk parti i Belgien.
Partiet fik sit nuværende navn den 29. september 2001. Før dette hed partiet Christelijke Volkspartij (CVP) (Kristeligt Folkeparti). 
Ved det føderale valg i 2014 fik Christen-Democratisch en Vlaams 18 mandater i Repræsentant-kammeret og 8 mandater i Senatet. Ved valget i 2010 fik CD&V 17 mandater i Repræsentant-kammeret og 4 mandater i Senatet.
Ved Europa-Parlamentsvalget 2014 fik CD&V 2 mandater i Europa-Parlamentet. 

## Fremtrædende politikere
Frem til 1999 havde partiets forgænger (Christelijke Volkspartij (CVP)) så stor indflydelse, at man undertiden kaldte Belgien for «CVP-staten».
Blandt partiets fremtrædende politikere er:
- Wilfried Martens (1936–2013), statsminister to gange.
- Leo Tindemans (1922–2014), statsminster.
- Mark Eyskens (født 1933), statsminister april–december 1981.
- Jean-Luc Dehaene (1940–2014), statsminister to gange.
- Herman Van Rompuy (født 1947), statsminister, formand for Det Europæiske Råd 2009–2014.
- Yves Leterme, (født 1960), statsminister to gange.

## Historie
Partiet har sin oprindelse i PSC-CVP, et katolsk belgisk politisk parti som eksisterede fra 1944 til 1968, og som igen havde rødder i et endnu tidligere katolsk parti. 
PSC-CVP blev delt i 1968. Parti Social Chrétien (PSC), (der i 2002 skiftede navn til Centre démocrate humaniste) blev etableret i Vallonien, mens Christelijke Volkspartij (CVP), (der i 2001 skiftede navn til Christen-Democratisch en Vlaams (CD&V)) blev etableret i Flandern. Begge partier er repræsenteret i den tosproglige region Bruxelles.

## Eksterne links
- Officiel hjemmeside Arkiveret 20. november 2015 hos  Wayback Machine